# Giovanni Battista Buonamente
Giovanni Battista Buonamente (Mantua, ca. 1595-Asís, 1642) fue un compositor y violinista italiano del período barroco temprano. 
Fraile franciscano, trabajó en la corte de los Gonzagas en Mantua aproximadamente hasta 1622, y desde 1626 a 1630 en la corte del emperador Fernando II en Viena. En 1627 tocó para la coronación de Fernando III en Praga. Posteriormente fue violinista de la iglesia de la Madonna della Steccata en Parma, y cuatro años después fue nombrado maestro de capilla en Asís, en lo que constituyó su última actividad.
Compuso música instrumental, entre las cuales se han registrado 160 composiciones sacras, siete libros de trío-sonatas, y un libro de música para uno a cuatro violines. 
Buonamente llevó a Viena el estilo musical mantovano, inspirado en la escuela veneciana. Su estilo violinístico fue considerado técnicamente audaz por sus contemporáneos.

## Obra
Su trabajo es característico del barroco temprano, como se evidencia en su Sonata 6 para cuerdas, popularizada en un arreglo por el director Robert King.
- Il quarto libro de varie de sonate, sinfonie, gagliarde, corrente, e brandi per sonar con due violini & un basso di viola (Venecia, 1626)
- Il sesto libro di sonate et canzoni... (Venecia, 1636)
- Il settimo libro di sonate, sinfonie... (Venecia, 1637)